# Basilichthys
Basilichthys är ett släkte av fiskar. Basilichthys ingår i familjen Atherinopsidae.
Kladogram enligt Catalogue of Life:
| Basilichthys | \| \| Basilichthys archaeus \| \| \| \| \| \| Basilichthys australis \| \| \| \| \| \| Basilichthys microlepidotus \| \| \| \| \| \| Basilichthys semotilus \| \| \| \| |
|              | \| \| Basilichthys archaeus \| \| \| \| \| \| Basilichthys australis \| \| \| \| \| \| Basilichthys microlepidotus \| \| \| \| \| \| Basilichthys semotilus \| \| \| \| |
|              | Atherinella |
|              | |
|              | Atherinops |
|              | |
|              | Atherinopsis |
|              | |
|              | Chirostoma |
|              | |
|              | Colpichthys |
|              | |
|              | Labidesthes |
|              | |
|              | Leuresthes |
|              | |
|              | Melanorhinus |
|              | |
|              | Membras |
|              | |
|              | Menidia |
|              | |
|              | Odontesthes |
|              | |
|              | Poblana |
|              | |
|              | Basilichthys archaeus |
|              | |
|              | Basilichthys australis |
|              | |
|              | Basilichthys microlepidotus |
|              | |
|              | Basilichthys semotilus |
|              | |

|  | Basilichthys archaeus       |
|  |                             |
|  | Basilichthys australis      |
|  |                             |
|  | Basilichthys microlepidotus |
|  |                             |
|  | Basilichthys semotilus      |
|  |                             |